# Binodoxys centaureae
Binodoxys centaureae är en stekelart som först beskrevs av Alexander Henry Haliday 1833.  I den svenska databasen Dyntaxa används istället namnet Misaphidus centaureae. Enligt Catalogue of Life ingår Binodoxys centaureae i släktet Binodoxys och familjen bracksteklar, men enligt Dyntaxa är tillhörigheten istället släktet Misaphidus och familjen bracksteklar. Arten är reproducerande i Sverige. Inga underarter finns listade.